# 鈴木邦男
鈴木 邦男（すずき くにお、1943年〈昭和18年〉8月2日 - 2023年〈令和5年〉1月11日）は、日本の政治活動家、「一水会」名誉顧問、思想家、文筆家、プロレス評論家、河合塾講師。
ほか、「ヘイトスピーチとレイシズムを乗り越える国際ネットワーク」（のりこえねっと）共同代表。コリア国際学園後援会発起人。

## 来歴

### 少年時代
1943年、福島県郡山市に生まれる。税務署勤務だった父親の都合で、秋田県、宮城県と、高校生の頃まで東北地方を転々とする。横手に住んでいたときは、ジャーナリストのむのたけじがよく家に来ていた。
生長の家との関わりは、母親が病気になったとき、伊藤邦典（のちに全国学協と楯の会）の父親である生長の家の地方講師の祈祷によって、治癒したことがきっかけで、以降、鈴木家では母親が熱心な信者となった。
1960年、山口二矢が起こした浅沼稲次郎暗殺事件をテレビで目撃し、同じ17歳の少年が社会のことを考え、あまつさえ人の命を奪い、自決もするということに、ただならぬ衝撃を受ける。
1961年、春休みに浅草の大日本愛国党を訪ね、総裁の赤尾敏と対面する。
宮城県仙台市の東北学院高等学校榴ケ岡校舎（現：東北学院榴ケ岡高等学校）の卒業間際、聖書の時間に赤尾好夫の英単語帳を隠れて見ていたのを教師に見つかり、英単語帳をストーブで燃やされてしまう。職員室に乗り込んで教師を殴り、その場で退学。姉の懇願により、半年間、教会に通って懺悔の生活を送ることを条件に、卒業が許される。
1962年、9月、一人だけ半年遅れで、東北学院高等学校榴ケ岡校舎（現：東北学院榴ケ岡高等学校）を卒業。

### 学生運動時代
1963年、早稲田大学政治経済学部政治学科に入学。
生長の家学生道場に入る。当時の生長の家は、左翼運動が強い時代において右翼思想・愛国主義を強める活動に熱心であり、鈴木は信仰の日々とともに、生長の家学生会全国総連合（生学連）で書記長を務め、左翼学生との殴り合いを含む学内の闘争に奔走する。
1967年、早稲田大学政治経済学部政治学科卒業。学生運動を続けるために早稲田大学大学院に進学。
1969年、全国学生自治体連絡協議会（全国学協）が結成。初代委員長に就任する。しかし、全国学協の書記長だった長崎大学の安東巌らと対立し、わずか1ヶ月で退任させられる。このとき鈴木と対立した陣営（安東の他に椛島有三など）が、のちに日本会議を結成している。
この事件により、鈴木は失意の中で、別の大学に入学して学生運動をやり直すことを考えたりと、大きなダメージを受けるが、生長の家の創設者である谷口雅春が右派系の新聞「やまと新聞」に、「鈴木君は将来、国士になるでしょう」と書き、鈴木の将来を鼓舞する。
1970年、早稲田大学大学院政治学専攻修士課程を中退。左翼運動の退潮とともに自らの運動も敵を失ったこともあり、仙台の実家に帰った。地元の書店の店員として働く。

### 1970年代
1970年4月、縁あって、産業経済新聞社に入社し、再上京。アパートを探しに渋谷を歩いていたところ、偶然、阿部勉と出会い、居候することになる。阿部の六畳2間のアパートは、楯の会の会員が集まる場所でもあった。産経新聞では、記者ではなく、販売局や広告局に在籍した。
政治活動から離れはしたが、周囲の知性のなさに辟易し、このときから大量の読書を自らに課す。月に30冊は必ず本を読むというノルマは現在に至るまで続いており、月のノルマが達成しないことがあっても年に400冊から500冊以上を読破している。
同年11月25日、三島事件がおこる。三島由紀夫の行動にも衝撃を受けたが、友人だった森田必勝の自決が、鈴木の胸をえぐった。運動をやめて一般の仕事をしていた自分と、三島由紀夫とともに自らの命を投げ出すまでの活動を続けていた森田との対比の中で苦悩し、再び鈴木は政治運動に駆り立てられていく。
1972年、森田必勝と三島由紀夫の意思を受け継ごうと、一水会を設立する。創設メンバーは、自身の他に阿部、犬塚博英、四宮正貴といった面々であった。鈴木は阿部を尊敬していたが、年長者のため、鈴木が代表となった。当初はマスコミに就職した会員が多かったため、「マスコミ研究会」という名称もあった。
一水会の主催で、森田必勝の追悼である野分祭を毎年、行う。
1973年、防衛庁（当時は赤坂檜町にあった。市ヶ谷に移転し「防衛省」となった後の跡地は東京ミッドタウン）が催事でストリッパーを呼んだことに怒り、抗議した末に乱入する事件を起こして逮捕される。このことにより、産経新聞を懲戒解雇となる。そして鈴木は、一水会の専従活動家となり、産経新聞に勤めていた経歴が記者だったと誤解され、週刊誌や月刊誌の原稿を書く仕事をコネでもらい、日銭を稼ぐ。
1975年、右派系の新聞「やまと新聞」に連載していた、東アジア反日武装戦線についての文章が、左翼系の出版社である三一書房社長の竹村一の目に留まり、「腹腹時計と〈狼〉」として刊行される。連続企業爆破事件を起こした東アジア反日武装戦線は、1972年に結成し、1975年にメンバーが逮捕された。この本は、右翼が左翼の本を書いたとして、左右接近だと話題となり、竹中労や太田竜と知り合うきっかけとなった。右翼陣営からは概ね不評だったが、野村秋介からは高評価を得、また猪野健治が野村や鈴木らを新右翼と呼ぶきっかけのひとつにもなっている。
同年、12月、「乱世’75 を撃つ大演説会」が渋谷公会堂で開催。竹中労、沼正三、羽仁五郎らと会う。
同年、一水会が月刊レコンキスタを創刊。現在に至るまで発行されている。
1977年には、戦前に活躍した右翼活動家を訪ね歩き、「証言・昭和維新運動」を著す。末松太平や小沼正といった先輩の言葉は、60年安保以降の右翼である鈴木に深い影響を及ぼす。
1979年の4月6日、東郷健の芝居「悲しき人類」が竹中労のプロデュースで上演。天皇を揶揄した不敬なシーンで、鈴木と四宮正貴が客席から舞台上に乱入。

### 1980年代
1981年、12月22日、ソ連大使館に抗議、乱入。暴力行為の容疑で警視庁大崎署から家宅捜索を受けるが、その際に捜査令状を破ったとして公文書毀棄と公務執行妨害の現行犯で逮捕。23日間の留置生活を送るが、嫌疑不十分で不起訴処分となる。のちに鈴木は「令状の要点をメモしようとしたら警察官に令状をひったくられ、そのせいで破れた」「“日本民族独立義勇軍”と一水会の関係を疑われたための別件逮捕」と語る。
同年、一水会と連携する組織として、統一戦線義勇軍が設立。初代議長は現在、一水会の代表である木村三浩で、初代書記長は清水浩司（のちの見沢知廉）だった。なお、統一戦線義勇軍の現議長である針谷大輔は現在、鈴木邦男および一水会とは考えが違うことを明言している。
1982年、9月12日、スパイ粛清事件が起こる。見沢らが新しい右翼団体を設立しようとする中で、一人のメンバーを公安のスパイと疑い、見沢ら4名が1名をバールで殴打し、青木ヶ原の樹海に埋める。鈴木は相談を受ける。見沢らは木村三浩の協力のもと、遺体を青木が原樹海から静岡の朝霧高原に埋め直した。9月18日に3名が逮捕。9月23日に見沢も逮捕され、釈放後の1995年に小説家デビューする。この事件で、鈴木は任意同行を何度も求められたが、辛うじて逮捕を免れた。
1984年、「新雑誌X」に天皇を揶揄したイラストを掲載した東郷健と再び敵対する。一水会の構成員が東郷を襲撃し、逮捕。
同年、筑紫哲也の連載「若者たちの神々」に登場、対談する。テレビ番組「君は今、燃えているか!? カゲキ世代が激突討論」に出演。

### 1990年代
1990年、一水会と中核派の五十二日間戦争がおこる。
1992年、野村秋介の「風の会」からの立候補を勧められるが、結局、出馬せず。
1993年10月20日、野村秋介が朝日新聞東京本社で拳銃自決。
1995年、新宿にロフトプラスワンが開店。鈴木は、言論の場を持たなかった多種多様な人々が出演するライブハウスに興味を示し、開店直後から常連となり、まもなくして出演者となる。以降、90年代サブカルシーンの登場人物の一人となり、かつては敵側だった赤軍派元議長の塩見孝也や、あるいは宅八郎、佐川一政、奥崎謙三らとも交流する。政治活動家という側面だけでは語れない鈴木邦男のプロフィールが形成されていく。
同年、「夕刻のコペルニクス」が話題になる。
1996年、雨宮処凛と出会う。タイで投獄された田中義三を激励。
1999年、一水会代表を辞任し、顧問となる。
代表在任中より河合塾現代文・小論文講師、日本ジャーナリスト専門学校講師等も務めた。河合塾では同じく現代文講師で左翼思想家の牧野剛と「左右討論」などの企画も行う。

### 2000年代
2000年、一水会が一水会フォーラムを開始する。
2003年、アメリカによるイラク戦争に抗議し、イラクへ渡航。イラク訪問団のメンバーは、木村三浩、塩見孝也、雨宮処凛、大川豊、PANTA、竹田恒泰ほか。
同年、何者かによって、鈴木が住む「みやま荘」に火をつけられ、あわや惨事となる。この年は、鈴木が容疑者の一人として目をつけられ、真犯人を知っているのではないかとされていた赤報隊事件の時効成立の年であった。
2005年、見沢知廉が自殺。
2006年、「愛国者は信用できるか」を上梓。
2007年、映画「靖国 YASUKUNI」の上映反対運動が起こり、鈴木は「観てから反論するべきだ」と反論。日本中の右翼団体を招待し、ロフトプラスワンで「靖国 YASUKUNI」の上映会と討論会を開く。
同年、かつて日本共産党をパージされた筆坂秀世と対談し、「私たち、日本共産党の味方です。」を上梓。
2008年、ハワイの刑務所で不審死を遂げた三浦和義の跡を継ぎ、和歌山カレー毒物事件の犯人とされ、収監されている林眞須美の冤罪の可能性について解明する「林眞須美さんを支援する会」の代表を務める。
2009年、「右翼は言論の敵か」を上梓。
同年、週刊AERAの「現代の肖像」で特集される。

### 2010年代
2010年、日本のイルカ漁を取材したドキュメンタリー映画「ザ・コーブ」の上映反対運動が起こり、「靖国 YASUKUNI」のときと同様に、鈴木は上映すべきと反論。反対派は住宅街で街宣活動をしたり、映画館経営者の家族のところに嫌がらせをした。鈴木はニューテアトル横浜や渋谷イメージフォーラムの前で、西村修平率いる主権回復を目指す会に議論を申し込むが、相手は鈴木に罵声を浴びせるだけで応じず。渋谷では反対派に殴られてしまう。警察が上映反対派に協力的だったこともあり、鈴木は無抵抗を貫いた。
同年、ロフトプラスワンで「右翼VSウヨク」を開催。かつての右翼とは違う、排外主義的な思想を持つ世代と対決。
2011年、二度にわたり、北朝鮮へ渡航。元赤軍派よど号グループと交流する。
2012年、一水会が四十周年記念大会を開催。
2013年、辛淑玉の依頼により、ヘイトスピーチとレイシズムを乗り越える国際ネットワーク（のりこえねっと）の共同代表に就任。
右翼活動初期はテロルを是とし、憲法改正を論じていた鈴木邦男だが、時代の変遷とともに、差別と戦争に反対し、平和憲法の貴重さを語るようになっていった。
同年、ニカラグア ライト・レフトのライト師匠として漫才の舞台を踏む。
2014年、三島由紀夫の追悼である憂国忌の実行委員から、一水会が離脱。
同年、一水会創設メンバーで、のちに離脱した犬塚博英が、鈴木に対し、絶縁宣言をする。
また、同じく一水会の創設メンバーである四宮正貴も2012年に、世代の違う弟子である統一戦線義勇軍の針谷大輔も2010年に、鈴木への敬意を表しつつ、発言を批判している。
同年、国会前デモで知り合った坂本龍一と対談し、「愛国者の憂鬱」を上梓。
2015年、一水会の顧問も辞任し、元最高顧問、もしくは元顧問、元代表になったとみられる。この頃、犬塚博英からの公開討論の申し出を断わっている。同年、韓国のソウル大学で「私はなぜヘイトスピーチを嫌うのか 日本の右翼がみる日本のネット右翼」という演題で講演。
福島瑞穂と対談し、「戦争を通すな！」を上梓。
右翼団体民族革新会議および盛道烈士會の盛義一らが、高田馬場の一水会事務所近くで街宣し、「鳩山由紀夫と木村三浩のクリミア訪問についての抗議」「一水会創設メンバーである犬塚博英の名を汚していることへの抗議」「一水会および木村三浩は右翼と名乗るなという要求」をした。これに対して一水会代表の木村三浩は、「右翼人のやることとは思えない」と声明を発表。近所迷惑であることや、彼らの活動が内向きであることを嘆いた。以降、一水会は右翼ならびに新右翼を名乗っていない。
清瀬市議会議員選挙に立候補した塩見孝也の応援演説をする。塩見は落選した。
2016年、菅野完が「日本会議の研究」を著したこともあり、左派リベラルの中で、安倍政権を支える日本会議に対する関心が強くなり、かつて全国学協で対立した鈴木が日本会議の成り立ちについてメディアで語ることが増えていく。
2017年、立憲民主党の応援演説に、鈴木や小林よしのりが登場したことが話題となる。
47年間、ノルマを課した読書を続けてきたが、2017年に年間読書冊数が529冊となる。

### 2020年代
2020年2月1日、自身を撮影したドキュメンタリー映画が公開となる。
2023年1月11日11時25分、誤嚥性肺炎のため、療養先の東京都内の病院で死去。79歳没。訃報は同月27日に一水会より公表された。

## 思想遍歴・転向
一水会結成当初の鈴木は、井上ひさし宅に脅迫電話を入れたところ、逆に“君は愛国者だというが、ならば天皇全員の名（諡）を言えるか、私は出来るぞ”と全125代を暗誦されるなどして「返り討ち」に遭い、謝罪したところ許しを得ることができたという（1940年代までの生まれなら普通に受けた教育）。
一方、構成員が自決をも辞さぬ態度を示した東アジア反日武装戦線に「戦前の血盟団のようだ。先を越された」と衝撃を受け、右翼系の『やまと新聞』に『〈狼〉たちと右翼武闘派』という連載を始める。それが左翼系の三一書房社長の目にとまり、『腹腹時計と<狼>-<狼>恐怖を利用する権力』として出版され、「右翼武闘派が新左翼を評価した」と注目された。また、「左右を弁別せざる」として竹中労、牧田吉明、塩見孝也ら左翼、アナキストとも交流し、たとえ反対陣営に対しても、学べること、共闘できることを模索した（これは戦前の右翼運動の老壮会や猷存社に学んだというが、かなり形態は異なっている）。
また、1985年前後には『朝日ジャーナル』（部数減少で1992年廃刊）に真面目な政治論文を度々執筆し、これに刺激されて多くの人々が一水会の運動へ参画した。
平成になる頃から、かつてテロを公然と肯定していた鈴木は、テロ否定論者に変わり、「極右や極左に言論活動の場を与えればテロはなくなる」と主張した。
冷戦終結後は、竹中労の影響もあり、「宿敵・左翼の崩壊を危惧する」、「左右の超越を訴える」など既成右翼とは違った主張を展開している。現在では、ほかの右翼活動家や保守活動家からは「似非右翼」「右翼の皮を被った左翼」などと批判されることが多い（一水会代表辞任の一因でもある）。鈴木自身も2008年、ユーモラスに、今の自分は「右翼度30%、左翼度70%」で「四捨五入したら完全な左翼」であるのに、いつまでも右翼と言われると述べている。このことを、2015年に出演したロフトラジオで平野悠に訊かれると、「証言・昭和維新運動」を執筆する際に取材した、血盟団に参加した小沼正の「日本精神は左翼である」という言葉を引用している。
選択的夫婦別姓制度に関しては、「左右関係ない問題として議論するべき」と述べる。
2015年4月に執行された東京都清瀬市議会議員選挙では、立候補した元赤軍派議長で当時駐車場の管理員であった塩見孝也の応援演説をした。平野悠、雨宮処凛、西東京市議会議員の森てるおなどが駆けつけたが、落選。

## 人物
右翼、左翼、アナーキストに限らず、多くの活動家は、自決または病死したり、あるいは事件の犯人として収監されている。その中で、不器用ながらバランス感覚に長け、要領のいい性格でもある鈴木邦男は長生きをし、自由な活動を続けてきた。鈴木はそのことに関して自責の念が強くあり、次のように語っている。「年末、１人でいると、いろんなことを考える。オレは１人だ。淋しい。孤独だ、と思う。でも、運動に突っ走って、死んだ人も多い。獄中にいる人もいる。その人たちのことを考えると、申し訳ないと思う。真面目で、思いつめたから死んだんだ。獄中にいるんだ。それなのに俺は勇気がないから、卑怯だから、そこまでやれなかっただけだ。そして、外の世界で、自由に生きている。俺の方が「犯罪者」だと思う。年の瀬は、そんなことを痛切に感じるんですよ。（中略）幸い、全ての事件は時効を迎えた。そして、他人のことをあれこれと無責任に書いている。亡くなった人、獄中にいる人には本当に申し訳ないと思っている。本当に悪いのは私です。」
生長の家道場で修行しながら早稲田大学で学生運動をしており、生長の家の創設者である谷口雅春からは熱烈な期待を寄せられていた。全国学協から追放された際も、谷口雅春は、やまと新聞に「鈴木君は国士になるでしょう」と書き、鼓舞している。鈴木は大学中退後、産経新聞社を経て一水会の専従活動家となったが、生長の家に所属したまま宗教家になっていたかもしれないとも語っている。なお、生長の家は現在、かつてほどの右派思想はなく、日本会議については明確に批判する立場をとっている。
安倍政権を支持する日本会議の中枢メンバーも、安倍政権に警鐘を鳴らしている鈴木も、同様に生長の家ならびに全国学協の出身者であり、日本会議幹部は表舞台にはあまり登場しないことから、鈴木が日本会議についてメディアで語ることが多い。
アムネスティ・インターナショナル日本のサイトにおいて死刑廃止を主張する。死刑廃止が日本文化であり日本精神であるとしている。
さまざまな事件の犯人として収監されている人々に面会に行くことも多い。右翼や左翼の活動家のみならず、殺人事件などの犯人に対しても温情を傾け、冤罪の可能性がある事件については積極的に事実解明に協力している。和歌山毒物カレー事件の犯人とされている林眞須美については、三浦和義の跡を継ぎ、林眞須美さんを支援する会の代表を務めている。また、三浦和義の死因についても疑問視している。
外国人参政権を支持するため、李英和が主催する在日党の集会に参加し、「納税など住民としての義務を果たしている定住外国人にとって、参政権は当然の権利。それを認めることが、日本人の民族意識を希薄にするとは思わない」と主張した。一水会内部からも批判の声があったが、「必要なのは右翼や左翼という看板ではなく、個人の判断。組織は勉強する場として残ればいい」と言っている。
よど号乗っ取り犯で偽米ドル札事件で逮捕された田中義三を激励するため、1996年9月2日にタイのチョンブリ刑務所を木村三浩と一緒に訪問している。田中は「共に闘っていけると感じました」と答え、鈴木は「四十歳を過ぎれば右翼も左翼もないですよ。意気投合しました」と言っている。
赤報隊事件との関係を疑われ、当局から家宅捜索も受けた（#来歴）。直接関与は否定しながらも、真犯人の情報を握る旨を匂わせ、沈黙を守り続けている（事件に絡み、2002年3月、放火被害に遭った経験もある）。
辻元清美応援団の一人で、2015年12月9日には憲政記念館において、辻元清美議員の「政治活動20年へ、感謝と飛躍の集い in 東京」という政治資金規正法に基づく資金集めのパーティに参加している。
2010年に日本で公開された映画『ザ・コーヴ』の公式ホームページ上に「勇気のある映画だ。この映画を見て、イルカ漁のことを初めて知った。 日本人の多くが全く知らないのに、「日本の伝統・文化だ」と言われても困る。」との意見を寄せている。渋谷イメージフォーラムやニューテアトル横浜の前で上映抗議運動をする団体に鈴木邦男は討論を挑んだが罵倒され、渋谷では殴られてしまった。
2013年、「2013年反韓デモ」を厳しく批判。自身のブログでもデモ隊に抗議する市民に混じって声を上げる姿が確認されている。3月14日に排外・人種侮蔑デモに抗議する国会集会に参加した際には「映像を見て非常に悲しくなりました。（彼らに掲げられている）日の丸の旗が可哀想だと思いました。日の丸は日本の優しさ、大和の国の寛容さを表すもの。それが排外主義的なものに使われている。日の丸が泣いていました。血の涙を流していました」と語った。
村井秀夫刺殺事件は徐裕行が単独で引き起こしたものだと主張している。事件直後、鈴木は動機について「純粋に国を憂う人間が、国民に変わって”やってやる”と思い、こんなことをやってしまったのでは？徐容疑者はある意味でオウム＝サリンとテレビにマインドコントロールされていたのでは。オウム、村井氏は非常にかわいそうだ」「組織な背景はないと思う」 と持論を展開したが、徐が羽根組若頭の指示で刺殺したと供述し、小林よしのりから批判されている。しかし2011年に出所した徐が週刊誌で単独犯であると主張を変えると、鈴木も「僕も徐さんの個人的な怒りや興奮が基になって事件を起こしたんだろうと思います」と再び背後関係を否定するようになった。なお、村井刺殺の指示役とされている若頭K・Kは過去に九州雷鳴社という組織に所属していたが、同団体の命名者は鈴木の恩師、野村秋介だったとサンデー毎日(1995年8月13日) が報道している。また徐は羽根組の準構成員だったが、羽根組長を主役のモデルにした映画「獅子王たちの夏」を監修したのは野村である。
鈴木邦男の文章や語りは基本的に、ブラックユーモアをも含むフィクショナルな表現と、実際の歴史的事実とが混合していることが多く、そういった点からも批判を受けることが多い。かつてテレビ番組で中上健次に「この人はいつも評論家みたいに言う」と批判もされている。統一戦線義勇軍の針谷大輔は、鈴木が元オウム真理教幹部とのトークイベントで発した「オウムは国の宝ですね」という発言に関し、師である鈴木への敬意は表しつつ、批判している。
ともに一水会を創設し、のちに離脱した犬塚博英からは、絶縁宣言をされている。
右翼の重鎮でありながら、90年代サブカルシーンの一人でもあり、ロフトプラスワンの開店直後から常連であり出演者であった。

## 著書

### 単著
- 『腹腹時計と<狼> <狼>恐怖を利用する権力』（三一書房・三一新書）1975
- 『時代の幽閉者たちに 鈴木邦男政治論集』（暁島津書房） 1976
- 『証言・昭和維新運動』（島津書房）1977
- 『現代攘夷の思想』（暁書房）1978
- 『行動派のための読書術 よりよい<知的生活>のために』長崎出版 1980.3
- 『80年代のナショナリズム モスクワ・ベルリン・北京の旅から考える』長崎出版 1980.10
- 『読書大戦争 日本語の楽しい遊びと現代の読み方』彩流社 1986.10
- 『新右翼―民族派の歴史と現在』彩流社　1988） ISBN 4882023091
- 『テロ 東アジア反日武装戦線と赤報隊』彩流社、1988.9
- 『がんばれ！ 新左翼 「わが敵わが友」過激派再起へのエール』エスエル出版会、鹿砦社、1989
- 『平成元年のペレストロイカ がんばれ,ゴルバチョフ』アイピーシー 1990.3
- 『赤報隊の秘密 朝日新聞連続襲撃事件の真相』エスエル出版会 発売:鹿砦社 1990.5
- 『闘う日本語 愛と革命の読書道』エスエル出版会 発売:鹿砦社 1990.11
- 『天皇制の論じ方 タブーなき言論、テロルなき討論を』アイピーシー 1990 「言論の不自由!?」ちくま文庫
- 『本が面白くなる!超読書術 やっぱり、読書人間は人生が楽しい。』かんき出版 1990
- 『民族派最前線 明確なる敵を求めて』島津書房 1992
- 『脱右翼宣言』中川右介編 アイピーシー 1993
- 『これが新しい日本の右翼だ 「恐い右翼」から「理解される右翼」へ』日新報道 1993.7
- 『世紀末世界をどう生きるか 「新右翼」の立場から』河合ブックレット 1993.3
- 『90年代のナショナリズム 新しい「共生」の時代を迎えて』長崎出版 1994.5
- 『受験は不惜身命で勝て キミは、人生でもっとも美しいこの闘いに燃えているか』ごま書房 1995
- 『夕刻のコペルニクス』正続・3 扶桑社、1996―2000　のち文庫
- 『がんばれ!!新左翼』pt.2-3 エスエル出版会 鹿砦社 (発売)1999―2000
- 『右翼・公安用語の基礎知識 知ってトクする!? 書下ろし辞典』アートブック本の森 コアラブックス (発売)2000.2
- 『売国奴よ!―魂を売るべからず』（廣済堂出版）2001
- 『言論の覚悟』（創出版）2002
- 『ヤマトタケル イラスト版オリジナル』現代書館 2004
- 『公安警察の手口』ちくま新書）2004 ISBN 4480061983
- 『公安化するニッポン 実はあなたも狙われている!』WAVE出版 2005
- 『愛国者は信用できるか』講談社現代新書）2006 ISBN 4061498428
- 『愛国者の座標軸』作品社） 2007 ISBN 978-4861821677
- 『愛国の昭和―戦争と死の七十年』講談社 2008 ISBN 978-4062148917
- 『失敗の愛国心』理論社・よりみちパン！セ）2008 「増補 失敗の愛国心」理論社 2012
- 『「蟹工船」を読み解く 魂の革命家小林多喜二』データハウス 2009 ISBN 978-4781700021
- 『愛国と米国-日本人はアメリカを愛せるのか』平凡社新書 2009 ISBN 978-4582854718
- 『右翼は言論の敵か』ちくま新書、2009
- 『日本の品格』柏艪舎 2009 ISBN
- 『遺魂』無双社 2010
- 『愛国と憂国と売国』集英社新書 2011 ISBN 978-4-08-720617-3
- 『竹中労---左右を越境するアナーキスト』河出書房新社 (河出ブックス) 2011 ISBN 978-4309624372
- 『新・言論の覚悟』創出版）2011 ISBN 978-4904795125
- 『歴史に学ぶな』（dZERO） 2014 ISBN 978-4-8443-7621-7
- 『「連合赤軍は新撰組だ！」：その〈歴史〉の謎を解く』彩流社 2014.2 ISBN 978-4779119873
- 『秘めてこそ力』柏艪舎 2013 ISBN 978-4434175374
- 『BEKIRAの淵から　証言・昭和維新運動』皓星社 2015 ISBN 978-4774406015
- 『新右翼〈最終章〉』〔新改訂増補版〕: 民族派の歴史と現在 彩流社 2015 ISBN 978-4779121333
- 『テロ《新版》東アジア反日武装戦線と赤報隊』彩流社 2015 ISBN 978-4779196508
- 『〈愛国心〉に気をつけろ！』岩波ブックレット：岩波書店 2016 ISBN 978-4002709512
- 『これからどこへ向かうのか』柏艪舎 2016.9 ISBN 978-4434223815
- 『天皇陛下の味方です 国体としての天皇リベラリズム』バジリコ 2017
- 『言論の覚悟 脱右翼篇』創出版 2017
- 『憲法が危ない!』祥伝社新書 2017

### 共編著
- 『アントニオ猪木・過激プロレスの崩壊』編著 エスエル出版会 発売:鹿砦社 1987.1
- 『プロレス・シュート・格闘技 :よみがえれ!!過激伝説』エスエル出版会、鹿砦社) 1988
- 『UWF革命 シューティングの彼方に』 エスエル出版会 発売:鹿砦社 1988.8
- 『格闘プロレスの探究』 エスエル出版会 発売:鹿砦社 1989.1
- 『宗教なんてこわくない 上手な付き合い方』 エスエル出版会 発売:鹿砦社 1993.2
- 『闘うことの意味―プロレス、格闘技、そして人生 対談集』エスエル出版会、鹿砦社 1993

佐山サトル・景山民夫・河内家菊水丸・井上章一・夢枕獏）
- 『行動派の整理学』遠藤誠共著 現代書館 1994.7
- 『激論・世紀末ニッポン 戦争犯罪 阪神・淡路大震災 オウム真理教事件』浅野健一 三一新書 1995
- 『僕が右翼になった理由、私が左翼になったワケ』和多田進共著 晩聲社 1997.3
- 『たまゆら （神蔵美子写真集）』女装モデル （マガジンハウス）ISBN 978-4838710652
- 『右であれ左であれ 対談集』エスエル出版会 鹿砦社 (発売)1999
- 『こんな日本大嫌い! 辛淑玉対鈴木邦男』青谷舎 1999.11
- 『突破者の本音 残滓の思想』宮崎学共著 青谷舎 1999.5 のち幻冬舎文庫
- 『日本国民のための北朝鮮原論』井上周八,重村智計共著 デジタルハリウッド出版局 2000
- 『僕の憲法草案』（橋爪大三郎、呉智英ほかと共著）ポット出版 2001.10 ISBN 978-4939015021
- 『鬼の闘論　いでよ変革者!』（ 松崎明と共著）創出版、2005 ISBN 4924718653
- 『言論統制列島 誰もいわなかった右翼と左翼』斎藤貴男,森達也共著 講談社 2005.6
- 『天皇家の掟―『皇室典範』を読む』（佐藤由樹と共著）祥伝社新書）2005 のち黄金文庫
- 『日本の右翼と左翼』（宝島社）2006 ISBN 978-4796655392
- 『私たち、日本共産党の味方です。』筆坂秀世と共著 情報センター出版局 2007
- 『超日本国憲法』潮匡人,斎藤貴男,林信吾と共著 講談社 2007
- 『本と映画と「70年」を語ろう』川本三郎と共著 朝日新書 2008
- 『右翼の掟 公安警察の真実』（北芝健と共著） 日本文芸社 2010 ISBN 978-4537256963
- 『未来に語り継ぐ戦争』（岩波ブックレット）（東京新聞社会部）岩波書店 2012.1 ISBN 978-4002708263
- 『生きた思想を求めて―鈴木邦男ゼミin西宮報告集〈Vol.1』鹿砦社 2012.3 ISBN 978-4846308605
- 『思想の混迷、混迷の時代に―鈴木邦男ゼミ in 西宮 報告集〈Vol.2〉』鹿砦社 2013.2 ISBN 978-4846309244
- 『だれがタブーをつくるのか――原発広告・報道を通して日本人の良心を問う』（本間龍共著） 亜紀書房 2013.2 ISBN 978-4750513027
- 『終わらないオウム』（上祐史浩、徐裕行、田原総一朗と共著）鹿砦社 2013.5 ISBN 978-4846309497
- 『内心、「日本は戦争をしたらいい」と思っているあなたへ』保阪正康,東郷和彦,富坂聰,宇野常寛,江田憲司,金平茂紀,松元剛共著 (角川oneテーマ21) 角川書店 2013.6 ISBN 978-4041104897
- 『愛国者の憂鬱』（坂本龍一と共著）金曜日 2014.1 ISBN 978-4906605958
- 『錯乱の時代を生き抜く思想、未来を切り拓く言葉―鈴木邦男ゼミ in 西宮報告集〈Vol.3〉』鹿砦社 2014.1 ISBN 978-4846309831
- 『「日本の分」について考える――鈴木邦男シンポジウム1・2』 (ネプチューン“ノンフィクション”シリーズ) （中島岳志と共著）柏艪舎 2014
- 『「右翼」と「左翼」の謎がよくわかる本』（監修）（グループSKIT編著）PHP研究所 2014.7 ISBN 978-4569819372
- 『いま語らねばならない戦前史の真相』（孫崎亨と共著） 現代書館 2014.10 ISBN 978-4768457474
- 『保守と右翼　八木秀次、河野洋平、鈴木邦男が問う安倍首相の「思想の底流」』 (朝日新聞デジタルSELECT) 朝日新聞社 Kindle
- 『慨世の遠吠え 強い国なりたい症候群』（内田樹と共著） 鹿砦社 2015.3 ISBN 978-4846310387
- 『吉田松陰』 (FOR BEGINNERSシリーズ) 増補新装版 現代書館 2015.3 ISBN 978-4768401088
- 『「日本の分」について考える2　鈴木邦男シンポジウム3・4』（佐高信、山口二郎、藤野彰共著）ネプチューン“ノンフィクション”シリーズ 2015.7 ISBN 978-4434198502
- 『戦争を通すな！』（福島みずほとの共著） 七つ森書館 2015.9 ISBN 978-4822815424
- 『「右翼」と「左翼」の謎』（監修）（グループSKIT編著）PHP研究所 2015.11 ISBN 978-4569764795
- 『万博と沖縄返還――1970年前後 (ひとびとの精神史 第5巻)』岩波書店 2015.11 ISBN 978-4000288057
- 『テロル―Terror (シリーズ紙礫)』皓星社 2016 ISBN 978-4774406114
- 『昭和維新史との対話――検証　五・一五事件から三島事件まで』（保阪正康との共著）現代書館　2017.3 ISBN 978-4-7684-5794-8
- 『憂国論 戦後日本の欺瞞を撃つ』白井聡共著 (祥伝社新書 2017）
- 木村真、横田一、野中大樹、鈴木邦男、福島瑞穂 著、佐高信 編『徹底解剖―安倍友学園のアッキード事件』七つ森書館、2017年5月22日。ISBN 978-4822817756。
- 『慨世の遠吠え2』（内田樹と共著）鹿砦社 2017
- 『権藤成卿の君民共治論』 荒岩宏奨,浦辺登,小野耕資,折本龍則,坪内隆彦共著 展転社 2019
- 『彼女たちの好きな鈴木邦男』ハモニカブックス 2020

望月衣塑子,雨宮処凛,松本麗華,香山リカ,三浦瑠麗,入江杏,ミサオ・レッドウルフ,中村真夕共著
- 大島和子『回想鈴木邦男　日本会議と三島事件ストーリー』彩流社 2025

## 出演

### テレビ
- 激論・全共闘 （1984）
- 朝まで生テレビ（テレビ朝日）激論! 日本の右翼と言論の自由と暴力!! （1990.2）
- 密着！少年右翼 （1990）
- 朝まで生テレビ（テレビ朝日）激論! こんな日本に誰がした! ド〜する根腐れニッポン?! （1996.9.28）
- ミライ （フジテレビ）司会：笑福亭鶴瓶、南原清隆（2003）
- 朝まで生テレビ（テレビ朝日）激論! オウム・連合赤軍は終わらない?! （2004.3.27）
- 朝まで生テレビ（テレビ朝日）激論!天皇 （2006.2.25）
- 朝まで生テレビ（テレビ朝日）激論! 昭和天皇と靖国神社 （2006.7.29）
- もうひとつの日本（朝日ニュースター）（2006.11.18）
- 激論！クロスファイア （2013）
- 朝まで生テレビ （テレビ朝日）激論! 大丈夫か?! 日本の防衛 （2013.6.1）
- 激論！クロスファイア（2016.7.28）
- たかじんのそこまで言って委員会・そこまで言って委員会NP（読売テレビ）（これまで30回ほど出演している）
- NHKスペシャル　未解決事件File.06 赤報隊事件(NHK)　（2018.1.28)

### 映画
- ベオグラード1999 （2010年、監督：金子遊）ドキュメンタリー
- 沈黙の隣人 （2010年、監督：増田俊樹）特別出演、刑事役
- 天皇ごっこ 見沢知廉 たった一人の革命 （2011年、監督：大浦信行）出演
- 11.25自決の日 三島由紀夫と若者たち （2012年、監督：若松孝二） 企画協力
- 天皇と軍隊 （2015、監督：渡辺謙一）ドキュメンタリー
- ベースメント（2016、監督：井川楊枝） 特別出演、刑事役
- 愛国者に気をつけろ！鈴木邦男（2020年、監督：中村真夕）ドキュメンタリー